# چانگ ای ۷
چانگ ای ۷ (به انگلیسی: Chang'e 7) مأموریت اکتشافی رباتیک چینی برنامه‌ریزی شده است که انتظار می‌رود در سال ۲۰۲۶ برای هدف قرار دادن قطب جنوب ماه پرتاب شود. این فضاپیما مانند پیشینیان خود از نام الهه ماه چینی چانگ ای نامگذاری شده است. این مأموریت شامل یک مدارگرد، یک سطح‌نشین، یک کاوشگر پرش کوتاه و یک سطح‌نورد خواهد بود.

## محموله‌های علمی
چانگ ای ۷ در مجموع ۲۱ محمولهٔ علمی از جمله ۶ محمولهٔ بین‌المللی را با هدف انجام شناسایی‌های مشروح و دقیق از محیط زیست و منابع در منطقه قطبی جنوبی ماه با خود حمل خواهد کرد. از هدف‌های این مأموریت شامل فرود در نقطهٔ ثابت (از پیش تعیین‌شده) است. مشاهدهٔ درجای دهانهٔ همیشه در سایه توسط کاوشگر مینی‌پرش انجام خواهد شد که آنالایزرهای مولکول آب و ایزوتوپ‌های هیدروژن را با خود حمل می‌کند.